# Universidad Federal de São Carlos (Brasil)
La Universidad Federal de São Carlos (UFSCar) es una institución de educación superior pública y federal brasileña, con sede en el municipio de San Carlos, en el estado de San Pablo. Fue inaugurada en el año 1970.Está marcada por su espíritu pionero, con la carrera de Ingeniería de Materiales más antigua de América Latina y también la primera carrera de Ingeniería Física de Brasil. Está clasificada como una de las mejores universidades de Brasil, teniendo como uno de sus fundadores al físico y profesor Sérgio Mascarenhas de Oliveira. 
Es una de las tres universidades federales del estado de San Pablo, junto con la Universidad Federal del ABC (UFABC) y la Universidad Federal de San Pablo (Unifesp), siendo la única con sede en el interior del Estado de San Pablo.Cuenta con 65 carreras de pregrado y 48 departamentos académicos, divididos en ocho centros, en sus cuatro Campus. Además del campus principal, en San Carlos, existen unidades en Araras, Sorocaba y Buri.
Tiene calificación de 5 (máximo) en el Índice General de Cursos del Ministerio de Educación de Brasil,  con cursos de Fisioterapia, Ingeniería Química e Ingeniería de Producción entre los mejor calificados del país, según el Raking Universitario de Folha de São Paulo. Además, cuenta con 52 programas de posgrado,de los cuales 5 (Ciencia e Ingeniería de Materiales, Ingeniería Química, Química, Educación Especial y Fisioterapia) tienen el puntaje máximo en la evaluación CAPES.